# Nová Hospoda (Pilzno)
Nová Hospoda – część ustawowego miasta Pilzna, położona w jego w południowo-zachodniej części. Leży na terenie gminy katastralnej Pilzno 3.